# 카살치프라노
카살치프라노(이탈리아어: Casalciprano)는 이탈리아 몰리세주 캄포바소도의 코무네다. 캄포바소로부터 서쪽 11km 거리에 있다.